# Imbert de Batarnay

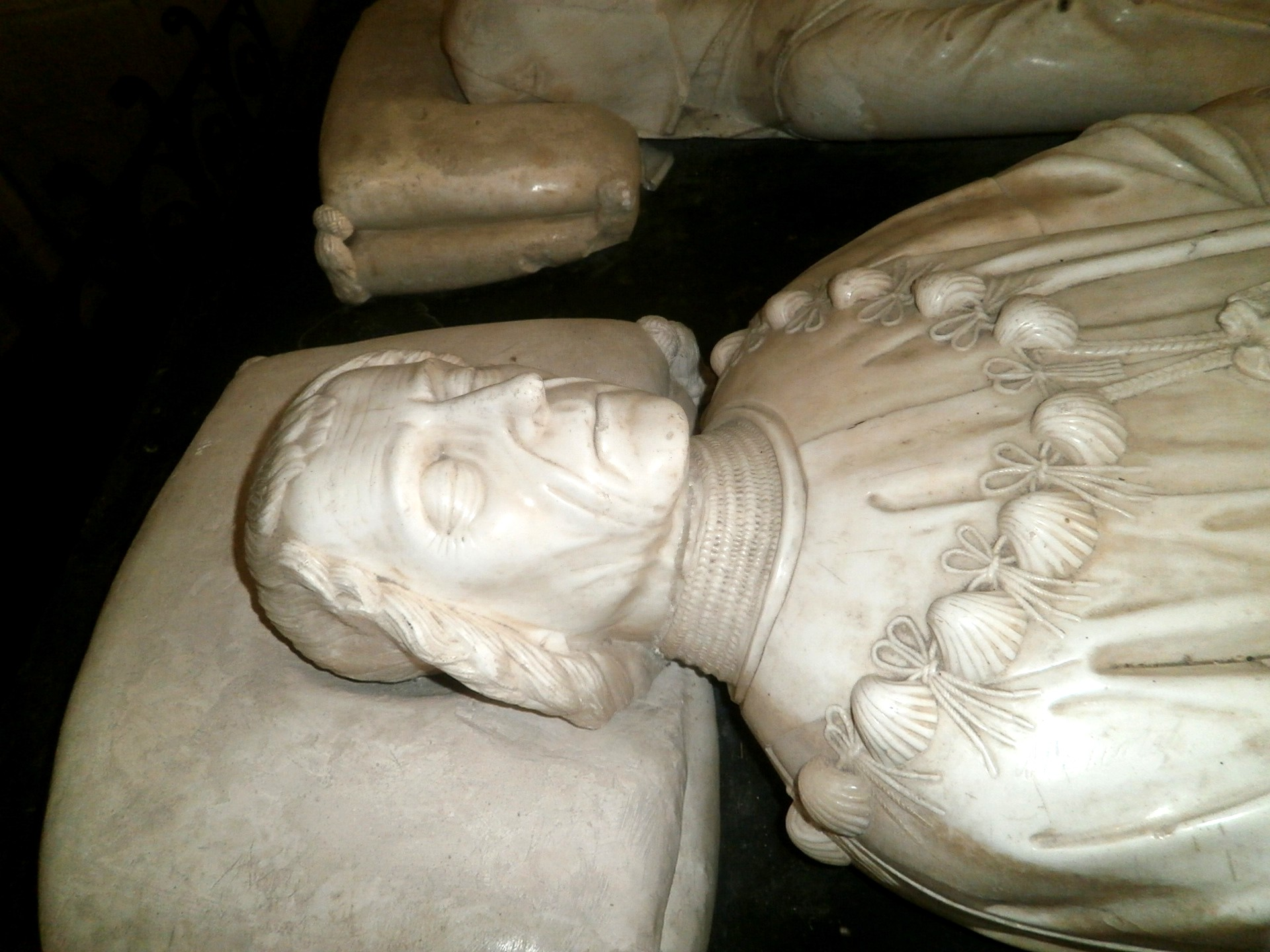
Gisant Imbert de Batarnays in der Kirche Saint-Jean-Baptiste in Montrésor

Imbert de Batarnay (* 1438?; † 12. Mai 1523), Seigneur du Bouchage, war ein französischer Staatsmann aus einer Familie des niederen Adels der Dauphiné.

## Leben
Imbert de Batarnay war der Sohn von Arthaud de Batarnay und Catherine de Gaste. Infolge eines zufälligen Umstandes nahm er Beziehungen mit dem Dauphin Ludwig auf, der seinerzeit (1455) gegen seinen Vater, den König, kämpfte. Er schloss sich dem Prinzen an und folgte ihm auf seinem Rückzug in das Burgund.
Von Beginn seiner Herrschaft an überschüttete Ludwig XI. Batarnay mit Gunstbeweisen: Er verheiratete ihn 1463 mit einer reichen Erbin, Georgette de Montchenu, Dame du Bouchage, Tochter von Falques V. de Montchenu, Seigneur de Châteauneuf-de-Galaure, und Jacquette de La Queuille; außerdem macht er ihn zum Capitaine des Mont Saint-Michel, schenkte ihm wertvolle Ländereien, und versah ihn später mit den Titeln eines königlichen Conseiller und Chambellan.
1469 wurde Batarnay ausgesandt, um die Intrigen des Herzogs von Guyenne zu beobachten, die dem König gefährlich erschienen. Als Lieutenant-géneral in Roussillon schützte er 1475 die Landschaft vor dem Zorn des Königs, der eine Rebellion der Bewohner mit grausamer Härte unterdrücken wollte. Er war bei der Unterredung zwischen Ludwig XI. und Eduard IV. von England in Picquigny anwesend und wurde anschließend eingesetzt, um mit dem Herzog von Burgund zu verhandeln.
Gemäß den Empfehlungen seines Vaters hielt Karl VIII. den Seigneur du Bouchage in seinem persönlichen Dienst. Während der Differenzen, die 1485 zwischen der Regentin Anne de Beaujeu und den Herzögen von Orléans, Bretagne und René auftraten, hielt Imbert de Batarnay die Einwohner von Orléans auf der Seite des Königs. Er bewies sein Geschick bei den Verhandlungen über die Markgrafschaft Saluzzo und die Stadt Genua.
Während des Feldzug nach Neapel war er verantwortlich für den Dauphin Charles Orland, der 1495 starb. Er verhandelte mit Maximilian von Österreich, um ihn während des Krieges mit Neapel an einem Einfall in die Picardie zu hindern, und ging dann nach Kastilien, um zugesagte Unterstützung in Anspruch zu nehmen. Unter Ludwig XII. nahm er 1507 am Feldzug gegen die Republik Genua teil. Franz I. setzte ihn ein, um die zugesagte Ehe Karls von Österreich mit Renée de France, der Tochter Ludwigs XII., auszuhandeln, und ernannte ihn 1518 zum Gouverneur des Dauphin Franz. Er starb am 12. Mai 1523 und wurde in der Kirche Saint-Jean-Baptiste in Montrésor bestattet.

## Ehe und Familie
Die Kinder von Imbert de Batarnay und Georgette de Montchenu waren:
- Jeanne de Batarnay († August 1511 in Blois); ⚭ 4. September 1489 Jean de Poitiers, Seigneur de Saint-Vallier (* 1475; † 26. August 1539) – die Eltern von Diane de Poitiers
- François de Batarnay († 1513), Seigneur du Bouchage; ⚭ 19. Mai 1502 Françoise la Jeune de Maillé, Dame de Rillé (* 1496)

François’ Sohn René de Batarnay († 1587), Comte du Bouchage, Bailli und Gouverneur von Berry, heiratete Isabelle de Savoie, Tochter von René de Savoie, Comte de Villars, und Anne Lascaris; sie sind die Eltern von Marie de Batarnay, Comtesse du Bouchage, die Guillaume de Joyeuse, den späteren Marschall von Frankreich, heiratete, sie wiederum sind die Eltern der Herzogs Anne de Joyeuse, der Kardinals François de Joyeuse, des Marschalls Henri de Joyeuse und des Herzogs Antoine Scipion de Joyeuse.